# Rivière-Éternité
Rivière-Éternité es un municipio canadiense situado en la provincia de Quebec.

## Superficie
Rivière-Éternité tiene una superficie de 473,17 km².

## Demografía
En 2021, tenía 414 habitantes, una densidad poblacional de 0,9 hab./km², y 239 viviendas.